# 猫化粧
猫化粧（ねこげしょう）は、吉本興業東京本社に所属する日本のお笑いグループ。2020年8月結成、2021年4月デビュー。2024年9月まではトリオだった。

## メンバー
とうふ（5月28日 - ）
神奈川県出身。
声優としても活動している。

ギャンペイちゃん（1996年5月24日 - ）（29歳）
兵庫県出身。大阪芸術大学デザイン学科中退。
ネタ作り担当。ネタ作りの他グラフィックデザイン、映像制作での編集や演出やスタイリングなども手掛ける。

私（わたし、1997年2月1日 - ）（28歳）
埼玉県出身。
占い師としても活動している。

大蛇（だいじゃ）
立ち位置は「象徴」「リーダー」「主役」。
2024年9月に加入。

## 来歴
元々はNSC26期のとうふ、ギャンペイちゃん、私のトリオとして結成。2020年4月に入学後、ギャンペイちゃんが私に「コンビを組みたい」と声を掛けるも、私はその誘いを断り、別の同期とコンビを組んで活動していた。その後ギャンペイちゃんがとうふにコンビ結成を持ち掛けた頃、丁度私のコンビの解散と時期が重なっていたため、再び私を誘ってトリオ結成に至る。
2021年2月、NSC26期の卒業ライブである「NSC大ライブ2021TOKYO」では、予選出場組の中の上位8組に選ばれ、決勝に進出。決勝では最終的に4位という成績をおさめた。
2021年4月にプロとしてデビュー。デビュー後はお笑いライブに出演する他、カルチャー誌や不動産投資サイトとコラボレーションした映像作品を制作するなど、お笑いの枠に捉われない分野でも活動している。
2024年9月、大蛇が加入して4人組となる。

## 出演

### テレビ
- あわじしまの七福神（テレビ東京、2020年10月5日 - ） - とうふのみ 天邪鬼 役[13]
- キンタマーニドッグ（ABCテレビ、2021年3月） - とうふのみ[14]
- ラヴィット!（TBS、2022年6月2日）

### 配信番組
- 笑イザップ5（Amazon Prime Video他、2022年3月22日 - 4月7日[15]）

### コラボレーション動画
- SUPER MEOWING[16]（YouTube、2021年10月28日）- 村上純（しずる）プロデュース、カルチャー誌「ZOCCON」との企画動画
- “RAKUMACHI”[17]（YouTube、2022年9月26日） - 不動産投資サイト「楽待」との企画動画